# Otto Ramírez
Otto Vantroy Ramírez Jiménez (Santo Domingo, 14 novembre 1974) è un ex cestista dominicano.

## Carriera
Con la Rep. Dominicana ha disputato due edizioni dei Campionati americani (2003, 2005).